# Comuna Zabolotți, Ivanîci
Zabolotți (în ucraineană Заболотці) este o comună în raionul Ivanîci, regiunea Volînia, Ucraina, formată din satele Bilîci și Zabolotți (reședința).

## Demografie
Componența lingvistică a satului Zabolotți
     Ucraineană (99,04%)
     Alte limbi (0,96%)
Conform recensământului din 2001, majoritatea populației satului Zabolotți era vorbitoare de ucraineană (99,04%), existând în minoritate și vorbitori de alte limbi.